# Parafia św. Michała Archanioła w Lipinach
Parafia św. Michała Archanioła – parafia prawosławna w Lipinach, w dekanacie Zielona Góra diecezji wrocławsko-szczecińskiej.
Na terenie parafii funkcjonuje 1 cerkiew:
- cerkiew św. Michała Archanioła w Lipinach – parafialna

## Historia
Początek parafii w Lipinach datuje się na rok 1949. Stworzyli ją przesiedleni w Akcji „Wisła” mieszkańcy bieszczadzkiej wsi Florynka. Początkowo nabożeństwa odprawiano w budynku szkolnym we wsi Stany. Cerkiew w Lipinach – wzniesiona w latach 1980–1982 – jest pierwszą świątynią prawosławną zbudowaną od podstaw na ziemiach zachodnich po II wojnie światowej. Obiekt konsekrowano w 1982. W tym samym roku metropolita Bazyli erygował samodzielną parafię w Lipinach. W 1990 cerkiew została wyremontowana i rozbudowana (wymieniono podłogę, okna, drzwi, wzniesiono wieżę-dzwonnicę).
W 2013 parafia liczyła około 80 wiernych.

## Wykaz proboszczów
- 1967–1982 – ks. Eugeniusz Cebulski
- 1982–1983 – ks. Bazyli Michalczuk
- 1983–1985 – ks. Jan Romańczuk
- 1986–1987 – ks. Antoni Habura
- 1987–2019 – ks. Dariusz Ciołka
- od 2019 – ks. Jerzy Malisz[1]